# Birmaanse haas
De Birmaanse haas (Lepus peguensis)  is een zoogdier uit de familie van de hazen en konijnen (Leporidae). De wetenschappelijke naam van de soort werd voor het eerst geldig gepubliceerd door Blyth in 1855.